# 新荣镇 (大同市)
新荣镇，是中华人民共和国山西省大同市新荣区下辖的一个乡镇级行政单位，亦是区政府所在地。

## 行政区划
新荣镇下辖15个村：
新荣村、李大头村、王堂窑村、畔沟村、鲁家沟村、安乐庄村、光明村、前井沟村、张布袋沟村、庞家窑村、下甘沟村、辛窑村、新胜沟村、里场沟村和外场沟村。